# Georges Dumézil
Georges Dumézil (4. března 1898 Paříž – 11. října 1986 tamtéž) byl francouzský srovnávací lingvista a religionista, představitel komparativní religionistiky. Proslavil se zejména tzv. „trojfunkční definicí“ starých Indoevropanů, zabýval se historií mýtu, překládal z kavkazských jazyků.

## Život
Dumézilův otec byl klasický filolog a Georges se už v dětství naučil latinsky a prostřednictvím spolužáka na gymnáziu se setkal s významným lingvistou Michel Bréalem. Roku 1916 byl přijat na École normale supérieure, studium lingvistiky však musel přerušit a sloužil jako důstojník ve válce. Po válce pokračoval pod vedením lingvisty Antoine Meilleta, roku 1919 složil státní zkoušku z klasické filologie a roku 1924 získal doktorát prací o souvislosti řeckého slova ambrosia s indickým nápojem nesmrtelnosti amrita. Narazil však na kritiku, že s fakty zachází příliš volně, a rozhodl se opustit Francii. Od roku 1925 byl profesorem na nově založené univerzitě v Istanbulu, kde se naučil turecky a hojně cestoval, zejména po Kavkazu, takže se stal uznávaným odborníkem na tamní jazyky (zejména osetštinu a abcházštinu), které také porovnal se starou etruštinou. Roku 1929 publikoval knihu „Flamen – Brahman“, jež srovnává funkci římských flaminiů a indických bráhmanů a v níž poprvé vyložil svoji teorii trojfunkčního dělení u starých Indoevropanů. Tu pak dále rozvinul ve své nejznámější práci „Mithra – Varuna“ (1940) a dalších.

Od roku 1931 byl profesorem v Uppsale (Švédsko) a od roku 1935 profesorem srovnávací religionistiky na École pratique des hautes études v Paříži. Studoval čínštinu u M. Graneta a spolupracoval s M. Maussem. Roku 1941 musel pro obvinění ze zednářství školu opustit a učil na gymnáziu, brzy se však na ni vrátil. V letech 1949–1968 přednášel indoevropeistiku na College de France, po odchodu do důchodu přednášel v USA (Princeton, Chicago, Los Angeles) a roku 1978 byl s podporou Claude Lévi-Strausse zvolen členem Francouzské akademie.

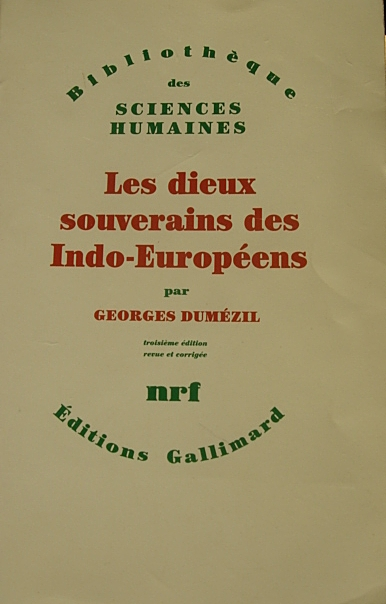
Dumézil, Georges. Les dieux souverains des Indo-Europeens maitrier

## Myšlení a odkaz
Dumézil byl člověk mimořádné erudice a polyglot, pro něhož staré mytologie nebyly jen kuriozitami, ale hledal v nich i stopy ztracené lidské moudrosti. Objevil dosud neznámé, ale nápadné paralely mezi indickou, perskou, řeckou, latinskou, osetskou a germánskou mytologií, které studoval v detailních porovnáních. V jejich mytologiích rozlišil světlou, sluneční postavu zákonodárce (Mithra, Jupiter) a temnou, magickou postavu (Odin, Varuna). Tato podvojnost se promítla do staré představy panovníka. Dávné společnosti vykazují podle něho „trojfunkční“ dělení na kněze, bojovníky a sedláky.
Patří mezi zakladatele strukturalismu, a i když jeho „trojfunkční“ teorii mnozí kritizovali pro příliš volné zacházení s fakty, jeho náhled, že polyteistická božstva je třeba studovat ne jednotlivě, ale v párech a trojicích, jak si je staré kultury samy uspořádávaly, se v religionistice prosadil. Špatné zkušenosti se zmatenou politikou francouzské demokracie posílily jeho obdiv k pevnému dynastickému řádu starých civilizací, obvinění z náklonnosti k fašismu však přesvědčivě vyvrátil D. Eribon.
Dumézil významně ovlivnil řadu svých žáků a přátel, zejména M. Foucaulta, filosofy M. Halbwachse a Rogera Cailloise nebo historika Georges Dubyho, který jeho potrojné schéma uplatnil na středověkou společnost. Význam jeho prací vyzvedl například lingvista Émile Benveniste, antropolog Claude Lévi-Strauss, řada indologů nebo E. Massonová, která je uplatnila na chetitskou kulturu.

## Dílo (výběr)
- 1926: Le probléme des centaures
- 1934: Ouranós-Varuna
- 1936: Mythes et dieux des Germains, Essai d'interprétation comparative, Paříž 1939 (PUF)
- 1940: Mithra-Varuna, Essai sur deux représentations indo-européennes de la Souveraineté. Paříž 1940 (PUF)